# The New Boss Guitar of George Benson
The New Boss Guitar of George Benson je debitantski studijski album Georgea Bensona, ki je izšel leta 1964 pri založbi Prestige Records. Pri snemanju albuma je sodeloval tudi Jack McDuff in njegov kvartet.

## Kritični sprejem
Alex Henderson, ki piše za portal AllMusic, je o albumu dejal, da je Benson (v času izdaje albuma je bil star 21 let) leta 1964 še odraščal, vendar gre vseeno za impresivni debitantski album.

## Seznam skladb
Avtor vseh skladb je George Benson, razen kjer je posebej napisano.
| Stran 1 | Stran 1                 | Stran 1 |
| Št.     | Naslov                  | Dolžina |
| ------- | ----------------------- | ------- |
| 1.      | „Shadow Dancers‟        | 4:45    |
| 2.      | „The Sweet Alice Blues‟ | 4:36    |
| 3.      | „I Don't Know‟          | 6:45    |

| Stran 2 | Stran 2                                           | Stran 2 |
| Št.     | Naslov                                            | Dolžina |
| ------- | ------------------------------------------------- | ------- |
| 4.      | „Just Another Sunday‟                             | 2:28    |
| 5.      | „Will You Still Be Mine‟ (Matt Dennis, Tom Adair) | 2:25    |
| 6.      | „Easy Living‟ (Leo Robin, Ralph Rainger)          | 6:33    |
| 7.      | „Rock-A-Bye‟                                      | 3:55    |

| Bonus skladba   | Bonus skladba                            | Bonus skladba |
| Št.             | Naslov                                   | Dolžina       |
| --------------- | ---------------------------------------- | ------------- |
| 8.              | „My Three Sons‟ (Jack McDuff, Joe Dukes) | 5:37          |
| Skupna dolžina: | Skupna dolžina:                          | 34:43         |

## Glasbeniki
- George Benson – kitara

The Brother Jack McDuff Quartet
- Brother Jack McDuff - klavir, orgle
- Red Holloway - tenor saksofon
- Ronnie Boykins - bas
- Montego Joe - bobni
- Joe Dukes - bobni (samo pri »My Three Sons«)